# Ferial Haffajee
Ferial Haffajee (Johannesburg, 20 febbraio 1967) è una giornalista sudafricana.
Ha prima diretto il Mail & Guardian e successivamente il City Press dal luglio del 2009 al luglio del 2016. Haffajee è attualmente condirettrice presso il Daily Maverick e nel passato è stata la redattrice generale del HuffPost South Africa fino a quando non si è conclusa la collaborazione con Media24 nel 2018.

## Biografia

### Istruzione
Haffajee è d'origine indiana ma è cresciuta a Bosmont, un sobborgo di Johannesburg, e ha frequentato l'Università del Witwatersrand. Suo padre lavorava come operaio presso una fabbrica di abbigliamento.
Quando era ancora alle prime armi, Haffajee ha lavorato come inviata per il Mail & Guardian e in diverse occasioni ha invece lavorato come condirettrice, redattrice multimediale ed esperta di economia sempre per lo stesso giornale. Prima di assumere la direzione del giornale, ha lavorato come produttrice radiofonica e giornalista televisiva presso l'emittente statale SABC e come direttrice e caporedattrice responsabile del settore politico della rivista Financial Mail.

### Direzione diMail & Guardian
Il 1º febbraio 2004, all'età di 36 anni, Haffajee è diventata la direttrice del Mail & Guardian, due anni dopo che il giornale era stato diretto da Trevor Ncube, originario dello Zimbabwe. A seguito del cambio di regime avvenuto nel 1994, nel 2005 la testata è diventata una delle poche pubblicazioni che non poteva divulgare certi argomenti specifici. Anche l'anno dopo si era ripetuto lo stesso fatto e Haffajee era stata minacciata dopo aver ripubblicato delle vignette di dubbia interpretazione che raffiguravano Maometto.
Nel marzo del 2009 il Mail & Guardian ha annunciato le dimissioni di Haffajee, affermando che sarebbe diventata la direttrice del City Press nel luglio dello stesso anno. Precedentemente, secondo alcune voci, Haffajee avrebbe potuto occupare la posizione di direttrice della SABC. Nel 2014 il Comitato per la protezione dei giornalisti le ha conferito l'International Press Freedom Award e nel 2011 è stata nominata membro del consiglio di amministrazione dell'International Press Institute.

## Opere
- Ferial Haffajee, What If There Were No Whites In South Africa?, Johannesburg, Picador, 2015, ISBN 97-81-77010-4402.